# 麻雀禁じられたあそび イケイケ教師の欲望
『麻雀禁じられたあそび イケイケ教師の欲望』（まあじゃんきんじられたあそび イケイケきょうしのよくぼう）は、1991年にホームデータ（現：魔法）が開発・発売したアーケード用脱衣麻雀ゲームである。

## 概要
本作は、家庭用ゲーム機向けゲームメーカーの魔法が「ホームデータ」という社名で活動していた頃の作品であり、同社のアーケード脱衣麻雀業界最後（パソコンでは引き続き展開）の作品でもある。ホームデータは過去より「ブス専路線」と呼ばれる脱衣麻雀作品を発売していたが、心霊写真のようなキャラクターや立ち絵と異なる風貌のキャラクターが描かれている本作も、同路線の1つとして知られている。

## あらすじ
ミッション系女子校の教師である主人公には、同校の生徒3人と遊ぶという目標があった。幸運にも訪れた3日間の旅行の間に、彼女たちと遊ぶことを決意する。

## 登場キャラクター
堀川 恭子
1973年10月4日生まれ（17歳）。身長：155cm。スリーサイズ：80-62-81。
大人しい性格。河原で遊ぶことが多い。
森山 美久
1975年1月25日生まれ（15歳）。身長：153cm。スリーサイズ：83-63-83。
おっとりした性格。シャボン玉を膨らませて遊んでいることが多い。顔がこけしに似ている。
高村 千尋
1974年8月9日生まれ（16歳）。身長：150cm。スリーサイズ：76-60-78。
快活な性格。グラウンドでソフトボールをして遊んでいることが多い。デモ画面ではコ○・○ーラらしき飲み物を所有している。
藤見 加奈
主人公と同僚の教師。本作のナレーション役を務める。対戦相手の説明、どこに行けば会えるか、テンパイ時の待ち牌、イカサマ技購入方法なども彼女によって解説される。

## ゲームシステム
対戦相手は生徒3人の中から選択となっている。なお、藤見加奈も対戦相手の選択肢には現れるが、各生徒との対局後に自動選択となっており、プレイヤー主導で選択することはできない。
対戦相手を選択すると対局が始まる。麻雀部分のルールは、一般的な脱衣麻雀に見られる、二人打ち、アリアリ、ウラあり、槓ドラあり、槓ウラなし、不聴罰符1500点のシステムである。対戦相手には持ち点は設けられており、何人目かによって持ち点の初期値が決まる。相手をハコテンにするか、同一対戦相手から5回上がることで勝利となる。また、プレイヤーには持ち点（1000点あるいはクレジット追加投入により30000点、対戦相手ごとにその点数にリセットされる）が設けられており、合計加失点が0点以下になればゲームオーバーとなる。
本作には待ち牌表示機能が設けられており、聴牌後、上がりボタンを押下することで待ち牌が表示されるようになっている。但し、待ち牌ナレーション役の藤見加奈との対局においては、本機能は無効化されている。
対戦相手から上がるたびに脱衣演出となる。但し、1度目の上がり時には「そんな話は聞いていない、遊ぶと聞いていただけなので脱ぐのは次から」といったような受け答えが行なわれ、脱衣は行なわれない。脱衣グラフィックが設けられているのは2度目の上がりからとなる。相手をハコテンにすると、5回分の脱衣演出が連続して行なわれる。
各局の冒頭ではイカサマ技の購入が可能である。本作のイカサマ技は持ち点を消費して使いきりタイプのイカサマ技を購入するというものである。イカサマ技の詳細は後述する。
対戦相手に勝利すると、藤見加奈との対局となる。上がり点数を問わない、スピード重視の1局勝負（流局の場合は次局持ち越し）であり、イカサマ技も使用不可となっている。また、藤見加奈には脱衣グラフィックは設けられていない。

## イカサマ技
本作のイカサマ技は、持ち点を消費して使いきりタイプのイカサマ技を発動するアイテムを購入するというスタイルとなっている。各局の冒頭でアイテムの購入が可能となっており、購入は1度あたり1アイテムに限定されている。ただし、1局中に同時に使用できるアイテムの数に制限はない。なお、アイテムはスタートボタン押下にて発動する手動発動となっており、使用しなかったアイテムは次局に持ち越される。また、持ち越した次局の冒頭でアイテム購入可能であるが、購入済みで未使用のアイテムを追加購入することはできない。
持ち点消費という性質上、初期の持ち点が1000点の場合（クレジット追加投入しなかった場合）、ゲーム開始時において使用可能なイカサマ技はツモ牌ルーレットと牌交換のみに限定されることになる。
以下、括弧内は購入時に消費する点数であるが、1度購入したアイテムを再度購入すると消費点数が上昇する（上昇度合いや上限はアイテムによって異なる）という、インフレ効果（インストカードでは「変動相場制」と説明されている）が設けられている。
ツモ牌ルーレット（500点）
リーチ前に使用することで、リーチ後のツモ牌（ラスツモまで）をルーレット形式で選択することが可能となる。
牌交換（1000点）
ツモ牌前に使うことで、10秒間、不要牌を1枚ずつ、何度でも交換することができる。
リーチ一発（3000点）
リーチ前に使用することで、一発ツモの可能性が高まる。
そろうかな？（5000点）
配牌時に使うことで、手牌がルーレット状に変化し、一牌ずつあるいは全牌をルーレットで決めることができる。
カウンターアタック（8000点）
スタートボタンを押すことで自分の手牌と相手の手牌を交換できる。
色集め（10000点）
同色牌を積もってくるようになり、染め手が狙える。なお、必ずしも配牌に多く含まれる牌と同種牌を積もるわけではない。
積み込み各種
以下に挙げられる5種類の積み込み技が仕込まれる。
- ドラツミコミ（2000点） - 配牌にドラが3枚積み込まれる。
- トイトイツミコミ（3000点）
- ホンイツツミコミ（5000点）
- 三元牌ツミコミ（8000点）
- ヤクマンツミコミ（10000点）
- ？？？ツミコミ（6000点） - ツミコミ技発動後、上記5つの積み込み技がルーレット形式で選択可能となる。

イケイケ(-)
購入することはできず、対戦相手2人目に勝利した後、藤見加奈との対局に勝利することで入手可能となる。対戦相手3人目に使用して上がると、上がり点数にかかわらず無条件で勝利となる。